# Leão de Leonardo da Vinci
 No início do século XV, perto do fim de sua vida, Leonardo da Vinci foi contratado para criar um autômato para o rei Francisco I da França. Leonardo construiu um robô na forma de um leão que era capaz de andar, e depois de atingir seu destino, um compartimento no peito do leão abriria revelando uma flor-de-lis em honra da monarquia francesa. Mais tarde, Leonardo levou consigo o leão quando ele se mudou para a França, onde a demonstração deste dispositivo causou um grande celeuma. 

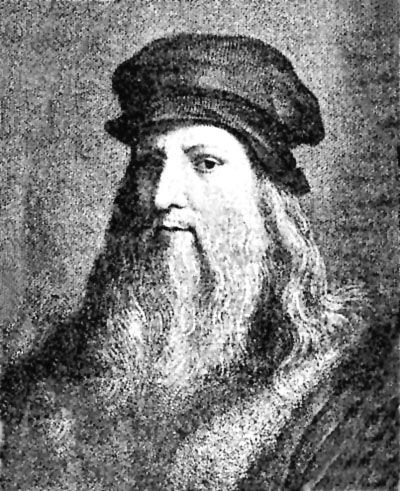
Retrato de Leonardo da Vinci.

Esta invenção de Leonardo está perdida, mas ainda não é clara sua forma de funcionamento. Em 2009, um leão mecânico foi reconstruído por um museu francês.